# Wzór piękności
Wzór piękności (ang. Looker) – amerykański dreszczowiec fantastycznonaukowy 1981 roku w reżyserii Michaela Crichtona. Zdjęcia kręcono w Los Angeles, Malibu i Pasadenie.
W 1985 roku film otrzymał nagrodę dla najlepszego filmu science-fiction na Międzynarodowym Festiwalu Filmów Fantastycznych w Brukseli (BIFFF)

## Fabuła
Chirurg plastyczny dr Larry Roberts zostaje uwikłany w serię tajemniczych zgonów kilku jego pacjentek-modelek. Okoliczności wskazują na samobójstwo, jednak dzięki prywatnemu śledztwu Roberts odkrywa, że w rzeczywistości zostały one zamordowane przez zabójcę korporacji Digital Matrix wykorzystującego do tego nowy, futurystyczny rodzaj broni.  

## Obsada
- Albert Finney – dr Larry Roberts
- James Coburn – John Reston
- Susan Dey – Cindy Fairmont
- Leigh Taylor-Young – Jennifer Long
- Dorian Harewood – por. Masters
- Darryl Hickman – dr Jim Belfield
- Richard Venture – ojciec Cindy
- Terri Welles – Lisa Convey
- Terry Kiser – dyrektor Digital Matrix
- Tim Rossovich – zabójca

i in. 